# Next Topmodel Hungary, Mùa 2
Next Top Model Hungary, Mùa 2 là mùa thứ hai của Next Topmodel Hungary được dựa theo America's Next Top Model của Tyra Banks. Chương trình được phát sóng vào ngày 17 tháng 3 năm 2024 trên kênh TV2.
Sau 18 năm vắng bóng, chương trình quay trở lại với Ördög Nóra là host mới của chương trình cùng với 4 vị giám khảo mới: doanh nhân Tomán Szabina, nhiếp ảnh gia thời trang Tombor Zoltán, nhà thiết kế thời trang Merő Péter và người mẫu thời trang Axente Vanessa.
Điểm đến quốc tế của mùa này là Tenerife dành cho top 14 và Tyrol dành cho top 9.
Người chiến thắng trong cuộc thi là Mészáros Lili, 26 tuổi từ Tápiószecső. Cô giành được:
- 1 hợp đồng người mẫu với Icon Model Management trong 2 năm
- Lên ảnh bìa cùng 10 trang biên tập cho tạp chí Joy
- Trở thành đại sứ thương hiệu cho Schwarzkopf
- Được sải bước trên sàn diễn thời trang của Budapest Central European Fashion Week 2025
- Giải thưởng tiền mặt trị giá 10.000.000Ft

## Các thí sinh
(Độ tuổi tính từ ngày dự thi)
| Thí sinh               | Tuổi | Chiều cao               | Quê quán       | Bị loại ở | Hạng  |
| ---------------------- | ---- | ----------------------- | -------------- | --------- | ----- |
| Polgári Léda Anna      | 22   | 1,80 m (5 ft 11 in)     | Miskolc        | Tập 2     | 16    |
| Kórik Laura            | 28   | 1,79 m (5 ft 10+1⁄2 in) | Budapest       | Tập 3     | 15-14 |
| Kapusi Vanessza        | 24   | 1,83 m (6 ft 0 in)      | Budapest       | Tập 3     | 15-14 |
| Alföldy Anna           | 30   | 1,72 m (5 ft 7+1⁄2 in)  | Budapest       | Tập 4     | 13    |
| Naledi Ncube           | 22   | 1,64 m (5 ft 4+1⁄2 in)  | Budapest       | Tập 5     | 12    |
| Keveházi Lili          | 18   | 1,73 m (5 ft 8 in)      | Budapest       | Tập 6     | 11    |
| Szaniszló Kitti Léda   | 23   | 1,69 m (5 ft 6+1⁄2 in)  | Budapest       | Tập 7     | 10    |
| Moritz Anastasia       | 18   | 1,76 m (5 ft 9+1⁄2 in)  | Százhalombatta | Tập 9     | 9-8   |
| Baranyi Panna          | 24   | 1,74 m (5 ft 8+1⁄2 in)  | Budapest       | Tập 9     | 9-8   |
| Csordás Cintia         | 22   | 1,76 m (5 ft 9+1⁄2 in)  | Lakitelek      | Tập 10    | 7     |
| Papp Gabi              | 34   | 1,77 m (5 ft 9+1⁄2 in)  | Bristol, Anh   | Tập 11    | 6-5   |
| Jávori Lili            | 20   | 1,76 m (5 ft 9+1⁄2 in)  | Rábapatona     | Tập 11    | 6-5   |
| Kouyaté Hawa Krisztina | 22   | 1,82 m (5 ft 11+1⁄2 in) | Budapest       | Tập 12    | 4     |
| Vidéki Vivien          | 30   | 1,78 m (5 ft 10 in)     | Szeged         | Tập 12    | 3     |
| Czibolya Nikolett      | 29   | 1,75 m (5 ft 9 in)      | Sándorfalva    | Tập 12    | 2     |
| Mészáros Lili          | 26   | 1,79 m (5 ft 10+1⁄2 in) | Tápiószecső    | Tập 12    | 1     |

1. ↑  Naledi là người Nam Phi, tên trước họ sau

## Các tập

### Tập 1
Khởi chiếu: 17 tháng 3 năm 2024
29 thí sinh bán kết từ khắp cả nước được đưa tới phòng đánh giá để bắt đầu cuộc thi. Ban giám khảo đã có một buổi phỏng vấn với từng người một và đánh giá bức ảnh dự thi của họ. Kết quả là 19 cô gái đã vượt qua được thử thách.
Ngày hôm sau, 19 thí sinh còn lại được gặp Nóra và giám đốc sáng tạo Kiss Márk tại Bảo tàng Dân tộc học Budapest cho thử thách trình diễn thời trang trong thiết kế của Kissmárk, khi họ sẽ đi xuống cầu thang trong giày cao gót. Nhưng trước khi bắt đầu, một thí sinh đã xin dừng cuộc thi vì cô ấy không chịu đựng được áp lực của cuộc thi. Vào buổi đánh giá đầu tiên, 16 cô gái đã được chọn và sẽ bước vào cuộc thi, khi Kitti, Léda, M. Lili & Nikolett là 4 người thể hiện tốt nhất và M. Lili giành chiến thắng thử thách, còn Anastasia & Vivien là 2 người thể hiện tệ nhất nhưng được an toàn. Sau đó, họ được di chuyển tới ngôi nhà chung.

### Tập 2
Khởi chiếu: 24 tháng 3 năm 2024
Nóra đến gặp 16 cô gái tại ngôi nhà chung và yêu cầu M. Lili quyết định chỗ ngủ của những người còn lại do giành chiến thắng thử thách ở tập trước. Ngày hôm sau, họ được gặp Nóra & Márk tại một tiệm salon của Schwarzkopf để nhận diện mạo mới của mình. Sau đó, họ đã ngay lập tức có buổi chụp hình tiếp theo trong đồ màu đen cùng với kiểu tóc mới của họ.
Ngày tiếp theo, các cô gái được đưa tới một studio nhảy cho một buổi học nhảy vũ đạo từ biên đạo viên Túri Lajos, trước khi được chia thành 4 nhóm cho thử thách quay video mở đầu chương trình. Kết quả là Anna, Hawa, Laura & M. Lili chiến thắng thử thách và sẽ được miễn loại trong tuần này còn Gabi, J. Lili, K. Lili & Naledi thể hiện tệ nhất trong thử thách nên sẽ đối mặt với việc bị loại. Vào buổi đánh giá ngày hôm sau, Gabi là người được gọi tên đầu tiên còn Cintia, Léda, J. Lili, K. Lili & Naledi rơi vào cuối bảng. Kết quả là Cintia được an toàn còn Léda là thí sinh đầu tiên bị loại, J. Lili & Naledi lần lượt được an toàn còn K. Lili là thí sinh kế tiếp bị loại. Sau đó, Nóra thông báo cho 14 cô gái còn lại rằng họ sẽ được bay tới Tenerife.
- Nhiếp ảnh gia: Zsolyomi Norbert
- Khách mời đặc biệt: Túri Lajos, Nagy Bence

### Tập 3
Khởi chiếu: 31 tháng 3 năm 2024
14 cô gái còn lại được bay tới Tenerife và sau đó được di chuyển tới biệt thự của họ. Ngày hôm sau, Nóra đến gặp họ và yêu cầu Gabi chia các cô gái thành 5 nhóm do giành tấm ảnh đẹp nhất ở tập trước. Ngoài ra, cô còn phải nêu tên đối thủ mạnh nhất và người ít xứng đáng nhất được ở lại vào lúc này, kết quả là M. Lili là đối thủ mạnh nhất còn Anna & Kitti là người ít xứng đáng nhất nên họ sẽ trở thành 1 nhóm. Sau đó, các cô gái đã một ngày thư giãn cùng với một buổi du ngoạn trên du thuyền ở bãi biển.
Ngày tiếp theo, họ đã có buổi chụp hình tiếp theo tại ban công hồ bơi của biệt thự, khi họ sẽ tạo dáng trong váy dài theo nhóm và theo cá nhân. Ngày hôm sau, họ đã có thử thách trình diễn thời trang trong thiết kế của Kissmárk. Vào buổi đánh giá, Nikolett, Panna & Vanessza được gọi tên đầu tiên và Nikolett có tấm ảnh đẹp nhất, Panna được an toàn và Vanessza là thí sinh tiếp theo bị loại. Sau đó, họ đã bất ngờ khi người bị loại ở tập trước K. Lili được ban giám khảo cho quay lại cuộc thi và Laura là thí sinh kế tiếp bị loại.
- Nhiếp ảnh gia: Martin Wanda

### Tập 4
Khởi chiếu: 7 tháng 4 năm 2024
13 cô gái còn lại quay về Budapest và Nóra cùng với người mẫu Sirokai Diána đến gặp họ tại ngôi nhà chung để chia thành 3 nhóm cho thử thách quay video cho mạng xã hội trong 1 giờ, khi họ phải quảng cáo một món đồ bất kì. Ngày hôm sau, họ đã có buổi chụp hình tiếp theo đầy cảm xúc khi những từ ngữ bắt nạt được viết lên người họ.
Ngày tiếp theo, họ được đưa tới khách sạn Pancho ở Felcsút cho thử thách trình diễn thời trang tiếp theo trong váy dài trên sàn diễn nổi trên hồ bơi. Với việc giành tấm ảnh đẹp nhất ở tập trước, Nikolett sẽ được diễn tập nhiều lần trên sàn catwalk cùng với việc cô chọn Anna để chia sẻ lợi thế và cô cũng chọn Gabi, Kitti, J. Lili & M. Lili sẽ không được diễn tập trên sàn catwalk. Vào buổi đánh giá, Panna có tấm ảnh đẹp nhất còn Anna là thí sinh tiếp theo bị loại.
- Nhiếp ảnh gia: Trunkó Bálint
- Khách mời đặc biệt: Sirokai Diána

### Tập 5
Khởi chiếu: 14 tháng 4 năm 2024
Nóra đến gặp 12 cô gái còn lại tại ngôi nhà chung để hỏi quan điểm của họ về một số cô gái trong cuộc thi. Ngày hôm sau, họ được đưa tới Hồ Hévíz cho buổi chụp hình tiếp theo lấy cảm hứng từ bức tranh "Ophelia" của họa sĩ John Everett Millais, khi họ sẽ hóa thân thành những nàng thơ trong không gian lãng mạn và đẹp như tranh vẽ, trong khi tạo dáng theo cặp và phải nổi trên mặt hồ. Với việc giành tấm ảnh đẹp nhất ở tập trước, Panna sẽ chia cặp cho các cô gái. Kết quả là Hawa, Nikolett & Panna là 3 người thể hiện tệ nhất trong buổi chụp hình.
Ngày tiếp theo, họ đã có thử thách trình diễn thời trang tiếp theo trong thiết kế mang phong cách Phục Hưng của Kissmárk, trong khi 2 tay của họ sẽ được bắt lửa và phải trình diễn thời trang trước những người biểu diễn lửa. Vào buổi đánh giá, Vivien có tấm ảnh đẹp nhất còn Naledi là thí sinh tiếp theo bị loại.
- Nhiếp ảnh gia: Martin Wanda
- Khách mời đặc biệt: Lőrinczi Mirjam, Jeddi Márton, Kuti Patrícia, Brunner Rai, Bandi Feriencsik

### Tập 6
Khởi chiếu: 21 tháng 4 năm 2024
11 cô gái còn lại được đưa tới một trang trại cho một ngày tiếp xúc với những chú ngựa. Ngày hôm sau, họ đã có buổi chụp hình chân dung vẻ đẹp với hoa và những loài động vật, trong khi Vivien sẽ chọn con vật nào cho những người còn lại để tạo dáng vì giành tấm ảnh đẹp nhất ở tập trước. Quay về ngôi nhà chung, họ được nhận một hộp quà từ Intimissimi.
Ngày tiếp theo, các cô gái đã có thử thách trình diễn thời trang tiếp theo cho La Maison Elysian, khi hóa thân thành những cô gái người Pháp trong khi dắt một chú chó đi dạo. Vào buổi đánh giá, J. Lili có tấm ảnh đẹp nhất còn K. Lili là thí sinh tiếp theo bị loại.
- Nhiếp ảnh gia: Fülöp-Pál Ábel

### Tập 7
Khởi chiếu: 28 tháng 4 năm 2024
Nóra và blogger thời trang Korn Anita đến gặp 10 cô gái còn lại tại ngôi nhà chung để nói về tầm quan trọng của việc tái chế rác thải trong ngành thời trang, trước khi được chia thành 3 nhóm cho thử thách thiết kế một bộ trang phục bằng những món đồ nhựa dùng một lần và một người trong nhóm sẽ phải trình diễn thời trang trong trang phục đó. Ngày hôm sau, họ đã có buổi chụp hình tiếp theo hóa thân thành nàng tiên cá, trong khi họ sẽ tạo dáng dưới nước cùng với những vật liệu tái chế.
Ngày tiếp theo, họ được đưa tới một nhà máy tái chế có thử thách trình diễn thời trang tiếp theo trong thiết kế được làm từ rác tái chế, cùng với việc J. Lili chọn Anastasia, Cintia & Panna phải trình diễn thời trang trong khi xách một thùng rác nặng vì giành tấm ảnh đẹp nhất ở tập trước. Vào buổi đánh giá, Vivien đã phải nhập viện do cảm thấy không khỏe trong người. Kết quả là Hawa có tấm ảnh đẹp nhất còn Kitti là thí sinh tiếp theo bị loại.
- Nhiếp ảnh gia: Borisuk Oleg
- Khách mời đặc biệt: Korn Anita

### Tập 8
Khởi chiếu: 5 tháng 5 năm 2024
Szabina và người mẫu Kafiya Rea đến gặp 9 cô gái còn lại tại ngôi nhà chung để nói về việc nhìn nhận sự tích cực giữa những người xung quanh mình mặc cho những sự tiêu cực, trước khi được chia cặp để nói những lời động viên tinh thần cho đối phương. Ngày hôm sau, họ đã có buổi chụp hình tiếp theo tạo dáng trong bóng tối, trong khi họ sẽ phải tạo dáng khỏa thân với một ánh sáng nhỏ chiếu lên người họ. Buổi chụp hình đã gây khó khăn cho Gabi & Hawa khi họ không muốn khỏa thân để chụp hình, nhưng dưới lời khuyên của Vanessa thì họ đã thực hiện buổi chụp hình trong đồ lót màu da.
Ngày tiếp theo, họ đã có thử thách trình diễn thời trang tiếp theo trong đồ lót đen trước ban giám khảo và khán giả là những người thân của họ. Với việc giành tấm ảnh đẹp nhất ở tập trước, Hawa sau đó sẽ được đi gặp người thân của mình cùng với việc cô chọn Gabi & Lili J. để chia sẻ lợi thế này. Vào buổi đánh giá, Vivien có tấm ảnh đẹp nhất còn Gabi là thí sinh tiếp theo bị loại, nhưng sau đó thì Nóra thông báo rằng cô vẫn được ở lại cuộc thi. Sau đó, Nóra thông báo cho Gabi & Hawa rằng họ sẽ phải nhận hình phạt sắp tới vì không hoàn thành mục tiêu của buổi chụp hình, trước khi thông báo rằng tất cả sẽ được bay tới Tyrol.
- Nhiếp ảnh gia: Borisuk Oleg
- Khách mời đặc biệt: Kafiya Rea

### Tập 9
Khởi chiếu: 12 tháng 5 năm 2024
9 cô gái còn lại được bay tới Tyrol và sau khi tới nơi, họ được trải nghiệm lái môtô trượt tuyết trước khi di chuyển tới biệt thự của họ. Ngày hôm sau, Nóra đến gặp họ và yêu cầu Gabi & Hawa ghép cặp với nhau cho buổi chụp hình và sẽ chỉ được 5 lần bấm máy do rơi vào cuối bảng ở tập trước, trước khi Vivien chia các cô gái thành 3 nhóm nữa do giành tấm ảnh đẹp nhất ở tập trước. Sau đó, họ được đưa tới một ngọn núi băng cho buổi chụp hình tiếp theo trong áo tắm và áo khoác dày theo nhóm dưới thời tiết -10℃. Họ đã có một bữa tiệc nhỏ sau khi quay về biệt thự.
Ngày tiếp theo, các cô gái đã có thử thách trình diễn thời trang trong thiết kế của Cukovy trên nền đất tuyết. Vào buổi đánh giá, Nikolett & Panna được gọi tên đầu tiên và Nikolett có tấm ảnh đẹp nhất còn Panna là thí sinh tiếp theo bị loại. Sau đó, Anastasia là thí sinh kế tiếp bị loại.
- Nhiếp ảnh gia: Udvardi Attila

### Tập 10
Khởi chiếu: 19 tháng 5 năm 2024
7 cô gái còn lại quay về Budapest và họ được đưa tới phòng tập leo núi Mag47 Climb&Cafe cho buổi chụp hình tiếp theo hóa thân thành siêu anh hùng, trong khi họ sẽ được treo lơ lửng trên không như đang leo núi đá. Ngày hôm sau, họ đã có một buổi tập thể dục với vận động viên Dietz Gusztáv, trước khi được đưa tới một bãi đất trống và sẽ thi đấu trong cặp cho thử thách vượt chướng ngại vật.
Ngày tiếp theo, các cô gái được gặp Nóra tại Nhà hát Erkel cho thử thách trình diễn thời trang tiếp theo hóa thân thành kẻ trộm kim cương, khi họ sẽ phải đi từ trên sàn diễn từ tầng cao của nhà hát xuống dưới mặt đất. Sau đó, Nóra thông báo rằng J. Lili là người thể hiện tốt nhất trong thử thách vừa rồi và với việc Nikolett giành tấm ảnh đẹp nhất ở tập trước, cả 2 sẽ được diễn tập trước trên sàn catwalk trong khi những người khác chỉ có thể xem trước sàn diễn từ trên xuống. Vào buổi đánh giá, Gabi có tấm ảnh đẹp nhất còn Cintia là thí sinh tiếp theo bị loại.
- Nhiếp ảnh gia: Zsolyomi Norbert
- Khách mời đặc biệt: Dietz Gusztáv

### Tập 11
Khởi chiếu: 26 tháng 5 năm 2024
6 cô gái còn lại được chia cặp cho thử thách casting và họ có 3 giờ để tìm đường và gặp gỡ tại 3 nơi: Budapest Central European Fashion Week, Rossmann và Schwarzkopf. Ngày hôm sau, họ được đưa tới Nánási Stúdió cho buổi chụp hình tiếp theo hóa thân thành người phụ nữ quyền lực trong khi tạo dáng với 1 trong 3 người mẫu nam cởi trần. Với việc giành tấm ảnh đẹp nhất ở tập trước, Gabi sẽ chọn 2 người phải tạo dáng với nhiều hơn 1 người mẫu nam và sẽ được chỉ đạo họ trong buổi chụp hình, kết quả là Nikolett sẽ phải tạo dáng với 2 người mẫu nam còn M. Lili phải tạo dáng với cả 3.
Ngày tiếp theo, các cô gái đã có thử thách trình diễn thời trang trong đồ lót màu da, trong khi họ sẽ bị những người xung quanh bắn hoa giấy và xịt dây sinh nhật lên người họ. Vào buổi đánh giá, Nóra công bố kết quả của buổi casting vừa rồi là Vivien sẽ được trình diễn thời trang cho Budapest Central European Fashion Week còn J. Lili sẽ được xuất hiện trong chiến dịch quảng cáo cho Rossmann. Kết quả là Gabi & M. Lili được gọi tên đầu tiên và Gabi là thí sinh tiếp theo bị loại còn M. Lili có tấm ảnh đẹp nhất. Sau đó, J. Lili là thí sinh kế tiếp bị loại.
- Nhiếp ảnh gia: Nánási Pál
- Khách mời đặc biệt: Szak Zsuzsanna, Siba Anna, Tar Andris, Zsolt Dan, Horvath Laca

### Tập 12
Khởi chiếu: 2 tháng 6 năm 2024
3 vũ công nam Suti András, Hegyes Bertalan & Baranya David đến gặp 4 cô gái còn lại tại ngôi nhà chung để xem sự chuyển động cơ thể của họ khi các cô gái sẽ nhảy tự do, trước khi có một buổi học nhảy vũ đạo từ 3 người họ. Sau đó, họ đã chia thành 2 nhóm và lần lượt có buổi chụp hình cuối cùng trong áo khoác lớn và gương mặt họ sẽ được trang điểm tự nhiên nhất có thể. Quay về ngôi nhà chung, họ đã có một buổi nói chuyện với Szabina. Ngày hôm sau, họ được đưa tới phòng đánh giá để tiếp tục buổi học nhảy với 3 vũ công nam, trước khi có một buổi học catwalk với Vanessa và được gặp lại 12 cô gái bị loại trước đó. 
Vào buổi đánh giá cuối cùng, 16 cô gái đã có buổi trình diễn thời trang cho giám khảo Merő Péter. Sau đó, họ đã thể hiện tiết mục nhảy vũ đạo với 3 vũ công nam, trước khi có lần loại trừ đầu tiên và kết quả là Hawa là người cuối cùng bị loại. 3 cô gái còn lại sau đó đã có 2 buổi trình diễn thời trang cuối cùng: trong thiết kế của Kerényi Virág với phần thể hiện của 2 ca sĩ Viktor Király & Dr Brs và trong thiết kế của Kissmárk. Kết quả cuối cùng, Vivien là người đầu tiên bị loại, Nikolett trở thành á quân còn M. Lili trở thành quán quân của Next Top Model Hungary.
- Nhiếp ảnh gia: Zoltán Tombor
- Khách mời đặc biệt: Suti András, Hegyes Bertalan, Baranya David, Király Viktor, Dr Brs

## Kết quả
| 1  | Gabi      | Nikolett  | Panna     | Vivien    | J. Lili   | Hawa      | Vivien    | Nikolett  | Gabi     | M. Lili  | Nikolett | M. Lili  |  |  |  |  |  |  |  |  |  |  |  |
| 2  | Anna      | Panna     | M. Lili   | Anastasia | Cintia    | Vivien    | M. Lili   | Vivien    | J. Lili  | Nikolett | Vivien   | Nikolett |  |  |  |  |  |  |  |  |  |  |  |
| 3  | Hawa      | M. Lili   | Gabi      | J. Lili   | Nikolett  | Cintia    | Nikolett  | J. Lili   | Nikolett | Vivien   | M. Lili  | Vivien   |  |  |  |  |  |  |  |  |  |  |  |
| 4  | Laura     | Kitti     | J. Lili   | M. Lili   | Gabi      | M. Lili   | J. Lili   | M. Lili   | M. Lili  | Hawa     | Hawa     |          |  |  |  |  |  |  |  |  |  |  |  |
| 5  | M. Lili   | Anna      | Naledi    | Kitti     | Anastasia | J. Lili   | Panna     | Gabi      | Vivien   | J. Lili  |          |          |  |  |  |  |  |  |  |  |  |  |  |
| 6  | Panna     | Vivien    | K. Lili   | K. Lili   | M. Lili   | Nikolett  | Anastasia | Hawa      | Hawa     | Gabi     |          |          |  |  |  |  |  |  |  |  |  |  |  |
| 7  | Vivien    | J. Lili   | Hawa      | Gabi      | Hawa      | Panna     | Cintia    | Cintia    | Cintia   |          |          |          |  |  |  |  |  |  |  |  |  |  |  |
| 8  | Kitti     | Naledi    | Anastasia | Nikolett  | Kitti     | Gabi      | Hawa      | Anastasia |          |          |          |          |  |  |  |  |  |  |  |  |  |  |  |
| 9  | Anastasia | Cintia    | Nikolett  | Cintia    | Vivien    | Anastasia | Gabi      | Panna     |          |          |          |          |  |  |  |  |  |  |  |  |  |  |  |
| 10 | Nikolett  | Gabi      | Kitti     | Panna     | Panna     | Kitti     |           |           |          |          |          |          |  |  |  |  |  |  |  |  |  |  |  |
| 11 | Vanessza  | Hawa      | Cintia    | Hawa      | K. Lili   |           |           |           |          |          |          |          |  |  |  |  |  |  |  |  |  |  |  |
| 12 | Cintia    | Anastasia | Vivien    | Naledi    |           |           |           |           |          |          |          |          |  |  |  |  |  |  |  |  |  |  |  |
| 13 | J. Lili   | Laura     | Anna      |           |           |           |           |           |          |          |          |          |  |  |  |  |  |  |  |  |  |  |  |
| 14 | Naledi    | Vanessza  |           |           |           |           |           |           |          |          |          |          |  |  |  |  |  |  |  |  |  |  |  |
| 15 | K. Lili   |           |           |           |           |           |           |           |          |          |          |          |  |  |  |  |  |  |  |  |  |  |  |
| 16 | Léda      |           |           |           |           |           |           |           |          |          |          |          |  |  |  |  |  |  |  |  |  |  |  |

     Thí sinh được miễn loại
     Thí sinh ban đầu bị loại nhưng được cứu
     Thí sinh bị loại
     Thí sinh chiến thắng cuộc thi
1. ↑  Thứ tự gọi tên chỉ lần lượt từng người an toàn.
2. ↑  Trong tập 1 là tập casting. Sau thử thách catwalk, Nóra chỉ gọi tên 4 thí sinh thể hiện tốt nhất, 2 thí sinh thể hiện kém nhất cùng với 2 thí sinh bán kết bị loại. Những người còn lại được an toàn.
3. ↑  Trong tập 2, Anna, Hawa, Laura & M. Lili được miễn loại vì giành chiến thắng thử thách.
4. ↑  Trong tập 3, các thí sinh được đánh giá và được gọi tên theo cặp. Ngoài ra, K. Lili được ban giám khảo cho quay trở lại cuộc thi.
5. ↑  Trong tập 7, Vivien phải đưa đến bệnh viện do cảm thấy không khỏe trong người, nhưng cô được an toàn khỏi buổi loại trừ. Khi Hawa được gọi lên phía trước để nhận bức ảnh của mình, Nóra đưa tấm ảnh của Vivien cho Hawa.
6. ↑  Trong tập 9, các thí sinh được đánh giá và được gọi tên theo cặp.

### Buổi chụp hình
- Tập 2: Ảnh thẻ diện mạo mới
- Tập 3: Tạo dáng trên ban công hồ bơi ở Tenerife (theo nhóm và cá nhân)
- Tập 4: Ảnh trắng đen với từ ngữ bắt nạt trên người
- Tập 5: Nàng thơ nổi trên mặt nước theo cặp
- Tập 6: Ảnh chân dung vẻ đẹp với hoa và động vật
- Tập 7: Người cá tái chế trong bể nước
- Tập 8: Khỏa thân trong bóng tối
- Tập 9: Áo tắm và áo khoác trong núi tuyết theo cặp
- Tập 10: Siêu anh hùng thời trang leo núi đá
- Tập 11: Ảnh trắng đen phụ nữ quyền lực với người mẫu nam
- Tập 12: Ảnh chân dung và toàn thân vẻ đẹp tự nhiên trong áo khoác lớn